# Fernando Rivera y Moncada
Fernando Rivera y Moncada (* 1711 oder um 1725 in  Compostela, Nayarit, Mexiko; † 18. Juli 1781 am Unterlauf des Colorado Rivers) war ein spanischer Kolonialgouverneur von Oberkalifornien.

## Lebenslauf
Hinsichtlich seines Geburtsjahrs gibt es in den Quellen zwei unterschiedliche Angaben. Die online Encyclopedia.com gibt das Jahr 1711 als das Geburtsjahr von Fernando Rivera an. Andere Quellen gehen von einer Zeit um 1725 aus. Er war das neunte von elf Kindern von Don Cristóbal de Rivera, der in Compostela (Mexiko) eine bekannte Persönlichkeit war und einige öffentliche Ämter bekleidete. Seit 1742 gehörte Rivera dem spanischen Militär in Mexiko an. Er begann seine militärische Laufbahn als einfacher Soldat. Überraschend wurde er im Jahr 1751 zum Hauptmann und zum Kommandeur des örtlichen Hauptquartiers in Loreto in Niederkalifornien befördert. In den folgenden Jahren unternahm er von dort aus einige Expeditionen nach Norden. Damals wurde er auch von Jesuiten begleitet, die neue Missionarsstationen gründeten. Nachdem dieser Orden vom spanischen König in der Region verboten wurde, übernahmen ab 1767 die Franziskaner und dann die Dominikaner diese Stationen. Gleichzeitig wurde in Niederkalifornien eine Zivilverwaltung eingerichtet. In der Folge gab es Spannungen zwischen Anhängern der Jesuiten und den neuen geistlichen Orden, in die auch Fernando Rivera hineingezogen wurde. Dabei wurden die Franziskaner von Junípero Serra angeführt.
Im Jahr 1769 wurde Fernando Rivera zur Unterstützung einer von Gaspar de Portolà geführten Expedition nach Oberkalifornien abkommandiert. Dabei führte er eine Einheit, die hauptsächlich aus Soldaten seines Kommandos aus Loreto bestand. Danach zog er sich für einige Zeit ins Privatleben zurück. Zwischen 1774 und 1777 war er als Nachfolger von Pedro Fages Kolonialgouverneur von Oberkalifornien. In dieser Eigenschaft musste er sich mit einem Indianeraufstand auseinandersetzen. Außerdem hatte er Probleme mit den Franziskanern, die ihn vorübergehend sogar exkommunizierten. Nach dem Ende seiner Gouverneurszeit setzte er seine militärische Laufbahn fort. Er wurde wieder Kommandeur in Loreto. Dabei war er mit der Sicherung der Transportwege nach Oberkalifornien beauftragt. In diesem Zusammenhang war er im Sommer 1781 mit einer Einheit am Unterlauf des Colorado Rivers, wo er Siedler auf dem Weg in die Gegend von Los Angeles beschützen sollte. Dabei wurden er und mehrere seiner Begleiter am 18. Juli 1781 von Apachen im Kampf getötet.